# Donda 2
Donda 2 je jedenácté studiové album amerického rappera a hudebního producenta Kanyeho Westa. Obsah alba postupně vyšel exkluzivně na Westově přehrávači Stem Player. Vydání předcházela veřejná přehrávka nazvaná „Kanye West: Donda Experience Performance“, která se uskutečnila na stadionu LoanDepot Park v Miami 22. února 2022 a byla živě přenášena do 47 IMAX kin v USA.
Dne 29. dubna 2025 bylo částečně přepracované album vydáno na všechny streamovací služby.

## Pozadí
V lednu 2022 poprvé prohlásil, že chystá sequel ke svému albu Donda, které vydal v srpnu 2021. Původně zveřejněné datum vydání bylo 22. února. To nakonec sloužilo pro veřejnou přehrávku, koncept, jenž West využil již při propagaci svého předchozího alba. Současně uvedl, že výkonným producentem desky bude rapper a producent Future.
Dne 17. února West na sociálních sítích zveřejnil prohlášení, ve kterém se distancoval od streamovacích služeb. Současně se zavázal, že album nevydá jinak než na svém přehrávači Stem Player, který nabízel za 200 dolarů. Důvodem jeho kritiky byly nízké podíly umělců za streamování jejich hudby. V reakci Apple stáhl nabídku na dvoumilionové sponzorství Westa, přičemž sám Kanye West prohlásil, že odmítl exkluzivní nabídku Appleu v hodnotě 100 milionů dolarů. West také tvrdil, že během prvního dne předprodeje si vydělal 2,2 milionu dolarů.
Na albu se otiskla Westova nálada z právě probíhajícího rozvodu s Kim Kardishian a jejího nového vztahu s Petem Davidsonem. Hudba je truchlivá a texty se několikrát točí kolem lásky k jeho exmanželce, rozvodu a dle jeho názoru nesprávné výchovy jejich společných dětí.

## Po vydání
Poprvé byl obsah alba zveřejněn na veřejné přehrávce, která se uskutečnila 22. února 2022 na stadionu LoanDepot Park v Miami a jenž byla živě přenášena do 47 IMAX kin v USA. Show ovšem začala s téměř tříhodinovým zpožděním a ve své druhé polovině se potýkala s technickými problémy. Na přehrávce spolu s ním vystoupili Marilyn Manson, DaBaby, Game, Fivio Foreign, Alicia Keys, Jack Harlow nebo Playboi Carti.  
Původně West zveřejnil seznam písní o 22 položkách. Dne 23. února nahrál první čtyři na Stem Player. Následujícího dne přidal dalších dvanáct. Brzy poté ale nahranou píseň „Keep It Burning“ stáhl a nahradil ji stadionovou verzí skladby „True Love“. Brzy poté byla i tato skladba nahrazena dříve vydanou spoluprací s rapperem Gamem „Eazy“, ke které vyšel videoklip, v němž West unáší a pohřbívá Petea Davidsona.
Ihned po vydání se deska Donda 2 stala nejvíce ilegálně stahovaným albem měsíce. Na internet byly nahrány také emulátory pro Stem Player zpřístupňující jeho speciální funkce.
U kritiků si album vysloužilo průměrné až spíše negativní hodnocení.

## Seznam skladeb
Původní verze 2022:
| Pořadí         | Název                     | Hudba                                                         | Text | Délka |
| -------------- | ------------------------- | ------------------------------------------------------------- | --- | ----- |
| 1.             | True Love                 | West, John Cunningham, Ojivolta                               | | 3:17  |
| 2.             | Broken Road               | West, Theophilus London                                       | | 1:40  |
| 3.             | Get Lost                  | West, Ojivolta                                                | | 2:35  |
| 4.             | Too Easy                  | West, Dem Jointz                                              | | 2:58  |
| 5.             | Flowers                   | West, Digital Nas, Ojivolta                                   | | 2:51  |
| 6.             | Security                  | West, Digital Nas                                             | | 2:16  |
| 7.             | We Did It Kid             | West, FNZ, Ojivolta, Digital Nas                              | | 2:48  |
| 8.             | Pablo                     | West, FNZ, ATL Jacob                                          | | 2:34  |
| 9.             | Louie Bags                | West, Gavin Hadley, JW Lucas, Digital Nas, Kid Krono          | | 3:13  |
| 10.            | Happy                     | West, Wheezy, Digital Nas                                     | | 4:45  |
| 11.            | Sci Fi                    | West, Leo Dessi, Ojivolta, Sean Leon, LUCA, Aaron Paris, CVRE | | 4:00  |
| 12.            | Selfish                   | West, Ojivolta, XXXTentacion, Cunningham                      | | 1:39  |
| 13.            | Lord Lift Me Up           | West                                                          | | 2:09  |
| 14.            | City of Gods              | West, Ojivolta, Lil Mav, Tweek Tune, Hemz, AyoAA              | West, Jordan Carter, Christan Tejada, Dwayne Abernathy Jr., Mark Williams, Raul Cubina, Hamza "Hemz" Hamaal, Malik Piper, Allan Lopez, Alicia Cook, Maxie Ryles III, Aswad Asif, Andrew Taggart, Brittany Amaradio | 4:16  |
| 15.            | First Time in a Long Time | West, Ojivolta                                                | | 3:04  |
| 16.            | Eazy                      | Dean, Big Duke, Cash Jones, DJ Premier, Hit-Boy               | West, Drew Gavin, Jayceon Taylor | 3:54  |
| Celková délka: | Celková délka:            | Celková délka:                                                | Celková délka: | 47:22 |

Streaming verze 2025:
| Pořadí         | Název            | Hudba          | Text           | Délka |
| -------------- | ---------------- | -------------- | -------------- | ----- |
| 1.             | True Love        |                |                | 2:17  |
| 2.             | Broken Road      |                |                | 1:41  |
| 3.             | Get Lost         |                |                | 2:34  |
| 4.             | Keep the Flowers |                |                | 2:51  |
| 5.             | Too Easy         |                |                | 2:57  |
| 6.             | Pablo            |                |                | 3:01  |
| 7.             | Mr Miagi         |                |                | 2:58  |
| 8.             | Happy            |                |                | 4:46  |
| 9.             | Security         |                |                | 2:42  |
| 10.            | City of God      |                |                | 4:16  |
| 11.            | 530              |                |                | 2:02  |
| 12.            | Scifi            |                |                | 4:00  |
| 13.            | Burn Everything  |                |                | 2:01  |
| 14.            | Louie Bag        |                |                | 3:13  |
| 15.            | We Did It        |                |                | 3:54  |
| 16.            | Maintenance      |                |                | 1:13  |
| 17.            | Lord Lift        |                |                | 2:10  |
| 18.            | First Time       |                |                | 3:08  |
| Celková délka: | Celková délka:   | Celková délka: | Celková délka: | 51:44 |